# Bisdom Rio Grande
Het bisdom Rio Grande (Latijn: Dioecesis Rivograndensis) is een rooms-katholiek bisdom met als zetel Rio Grande, in Brazilië. Het bisdom is suffragaan aan het aartsbisdom Pelotas.

## Geschiedenis
Het bisdom werd opgericht op 27 mei 1971, uit delen van het bisdom Pelotas, en was suffragaan aan het aartsbisdom Porto Alegre. Op 13 april 2011 wisselde het van kerkprovincie en werd suffragaan aan het aartsbisdom Pelotas.

## Parochies
Het bisdom had in 2020 een oppervlakte van 12.270 km2 en telde 314.850 inwoners waarvan 70,4% rooms-katholiek was.

## Bisschoppen
- Frederico Didonet (14 juli 1971 - 8 augustus 1986)
- José Mário Stroeher (8 augustus 1986 - 17 februari 2016)
- Ricardo Hoepers (17 februari 2016 - 24 mei 2023)
- sedisvacatie

Pelotas (aartsbisdom) · Bagé · Rio Grande